# Lézigné
Lézigné is een plaats en voormalige gemeente in het Franse departement Maine-et-Loire in de regio Pays de la Loire en telt 719 inwoners (2010). De plaats maakt deel uit van het arrondissement Angers.

## Geschiedenis
Lézigné is op 1 januari 2019 gefuseerd met de gemeente Huillé tot de gemeente Huillé-Lézigné. 

## Geografie
De oppervlakte van Lézigné bedraagt 9,3 km², de bevolkingsdichtheid is 77 inwoners per km².
De onderstaande kaart toont de ligging van Lézigné met de belangrijkste infrastructuur en aangrenzende gemeenten.

## Demografie
Onderstaande figuur toont het verloop van het inwonertal.

## Geboren in Lézigné
- Patrice Chéreau (1944-2013), opera-, theater- en filmregisseur, scenarist en acteur